# 第19太陽周期
第19太陽周期(Solar cycle 19)は、1755年に太陽黒点の活動が記録され始めてから19番目の太陽活動周期である。1954年4月から1964年10月まで10.5年続いた。太陽黒点の最大数は201.3個で、最小数は9.6個だった。合計約227日間にわたり黒点が現れなかった。
1958年2月11日には、大規模な赤色のオーロラがヨーロッパに現れ、北緯40度までのアメリカ合衆国の都市からも見ることができた。この磁気嵐は、北米で通信障害を引き越した。1960年11月13日及び1961年10月1日には、ニューヨークでもオーロラが見られた。